# Borjog
A borjog az agrárjog jogterületén belül helyezkedik el, mint a borkészítési célú szőlőtermesztésre, borkészítésre, borászati termékek jelölésére és értékesítésére vonatkozó jogszabályok összessége.

## A borjog fejlődése Magyarországon

### 2004
A borjog joganyaga 2004-től  a szőlőtermesztésről és a borgazdálkodásról szóló 2004. évi XVIII. törvényen alapult. 
Ez a joganyag rendelkezett a következőkről:
1. szőlőtermelési potenciál, beleértve az új telepítési és újratelepítési jogokat;
2. a szőlőnyilvántartás létrehozása;
3. borokra vonatkozó piaci szabályok, borászati eljárásokra és gyakorlatokra vonatkozó szabályok, beleértve az importált szőlőmustból történő borkészítést és a borok termékjellemzőit,
4. a bormegnevezések védelmére vonatkozó szabályok,
5. a bortermékek közösségen belüli szabad mozgására,
6. a borok behozatalára és kivitelére, valamint
7. a borágazatban végzett ellenőrzésekre vonatkozó szabályok.

### 2020
A 2004. évi törvényt helyezte hatályon kívül az Országgyűlés által 2021 decemberében megszavazott 2020. évi CLXIII. törvény  A törvény 2021. augusztus 1-jén lépett hatályba.  
A szabályozás érinti a szőlőtermesztést, többek között a telepítést és újratelepítést, amely kataszterhez kötötten csak hegybíró engedélyével lehetséges. Bevezetik majd a szakmai jövedéki nyilvántartást, 2022 augusztusától háromféle szakmai jövedéki nyilvántartást, kisüzemit, általánost és online regisztert kell majd vezetni, valamint egyszerűbb lesz a borászati termékek forgalomba hozatala is. A törvény kiterjed a borászati termékek előállítására, kiszerelésére és tárolására is, a földrajzi árujelzőkre is.
S törvény külön kitér a tokaji borvidékre vonatkozó különleges szabályokra. Itt a hegyvidéki és síkfekvésű szőlők vonatkozásában eltérő szabályokat alkothat a hegyközségi szervezet. A törvény a tokaji borkülönlegességekre vonatkozó követelményeket is meghatározza, és előírja, hogy közfogyasztás céljára kizárólag meghatározott üvegpalackban szabad terméket forgalomba hozni.

## Az ePincekönyv
- Jelentős változás lesz 2022. január 29-én  az ePincekönyv rendszer bevezetése, amely egy HEGYIR adatbázison alapuló rendszer. Az ePincekönyv  kezelésére és működtetésére  a Hegyközségek Nemzeti Tanácsa (HNT) jogosult.
- Az ePincekönyv integrálja a HEGYIR, e-Pincekönyv és NÉBIH rendszereket.
- Az ePincekönyvbe 2022-től kell majd a szüreti bejegyzést megtenni, A rendszer nyilvántartja az adatszolgáltató FELIR azonosítóját, valamint az agrártámogatásokhoz szükséges ügyfélazonosítót.
- A törvény rendelkezései kiterjednek az ellenőrzések végzésére és a jogkövetkezményekre is, beleértve a hegybírók közigazgatási és ellenőrzési szerepét is.
- A törvény rendeleti végrehajtására  a hatálybalépés után átmeneti év áll rendelkezésre.

## A borjog forrásai Magyarországon
- 2004. évi XVIII. törvény a szőlőtermesztésről és a borgazdálkodásról
- 2020. évi CLXIII. törvény a  szőlészetről és a borászatról

## A közösségi borjog forrásai
A szőlő-bor ágazat közösségi szabályozását az alábbi rendeletek határozzák meg:
1. 1308/2013/EU rendelet a mezőgazdasági termékpiacok közös szervezésének létrehozásáról és a 922/72/EGK, a 234/79/EGK, az 1037/2001/EK és az 1234/2007/EK tanácsi rendelet hatályon kívül helyezéséről
2. 555/2008/EK bizottsági rendelet a borpiac közös szervezéséről szóló 479/2008/EK tanácsi rendeletnek a támogatási programok, a harmadik országokkal folytatott kereskedelem, a termelési potenciál és borágazat ellenőrzése tekintetében történő végrehajtására vonatkozó részletes szabályok megállapításáról
3. 2016/1149 (EU) felhatalmazáson alapuló bizottsági rendelet az 1308/2013/EU európai parlamenti és tanácsi rendeletek a borágazatban megvalósuló nemzeti támogatási programok tekintetében történő kiegészítéséről és az 555/2008/EK bizottsági rendelet módosításáról
4. 2016/1150 (EU) bizottsági végrehajtási rendelet a borágazatban megvalósuló nemzeti támogatási programok tekintetében az 1308/2013/EU európai parlamenti és tanácsi rendelet alkalmazása szabályainak megállapításáról
5. 2018/273 (EU) felhatalmazáson alapuló bizottsági rendelet az 1308/2013/EU európai parlamenti és tanácsi rendeletnek a szőlőtelepítésekre vonatkozó engedélyezési rendszer, a szőlőkataszter, a kísérőokmányok és a kapcsolódó tanúsítás, a bevételezési és kiadási nyilvántartás, a kötelező bejelentések, az értesítések és a bejelentett információk közzététele tekintetében történő kiegészítéséről, valamint az 1306/2013/EU európai parlamenti és tanácsi rendeletnek a releváns ellenőrzések és szankciók tekintetében történő kiegészítéséről, az 555/2008/EK, a 606/2009/EK és a 607/2009/EK bizottsági rendelet módosításáról, a továbbá a 436/2009/EK bizottsági rendelet és az (EU) 2015/560 felhatalmazáson alapuló bizottsági rendelet hatályon kívül helyezéséről
6. 2018/274 (EU) bizottsági végrehajtási rendelet az 1308/2013/EU európai parlamenti és tanácsi rendeletnek a szőlőtelepítésekre vonatkozó engedélyezési rendszer, a tanúsítás, a bevételezési és kiadási nyilvántartás, a kötelező bejelentések és értesítések tekintetében, valamint az 1306/2013/EU európai parlamenti és tanácsi rendeletnek a releváns ellenőrzések tekintetében történő alkalmazására vonatkozó szabályok megállapításáról, továbbá az (EU) 2015/561 bizottsági végrehajtási rendelet hatályon kívül helyezéséről
7. 2019/33 (EU) felhatalmazáson alapuló bizottsági rendelet az 1308/2013/EU európai parlamenti és tanácsi rendeletnek a borágazati eredetmegjelölésekre, földrajzi jelzésekre és hagyományos kifejezésekre vonatkozó oltalom iránti kérelmek, a kifogásolási eljárás, a használatra vonatkozó korlátozások, a termékleírások módosítása, az oltalom törlése, valamint a címkézés és a kiszerelés tekintetében történő kiegészítéséről
8. 2019/34 (EU) bizottsági végrehajtási rendelet az 1308/2013/EU európai parlamenti és tanácsi rendeletnek a borágazati eredetmegjelölések, földrajzi jelzések és hagyományos kifejezések oltalma iránti kérelmek, a kifogásolási eljárás, a termékleírások módosításai, az oltalom alatt álló elnevezések nyilvántartása, az oltalom törlése és a szimbólumok használata tekintetében, valamint az 1306/2013/EU európai parlamenti és tanácsi rendeletnek a megfelelő ellenőrzési rendszer tekintetében történő alkalmazására vonatkozó szabályok megállapításáról
9. 2019/934 (EU) felhatalmazáson alapuló bizottsági rendelet az 1308/2013/EU európai parlamenti és tanácsi rendeletnek az alkoholtartalom-növelés engedélyezésére vonatkozó lehetőség által érintett szőlőtermő területek, az engedélyezett borászati eljárások és a szőlőből készült termékek előállítására és tartósítására alkalmazandó korlátozások, a melléktermékek százalékos arányban megadott minimális alkoholtartalma és a melléktermékek kivonása, valamint az OIV adatlapjainak közzététele tekintetében történő kiegészítéséről
10. 2019/935 (EU) bizottsági végrehajtási rendelet az 1308/2013/EU európai parlamenti és tanácsi rendeletnek a szőlőből készült termékek fizikai, kémiai és érzékszervi jellemzőinek meghatározására szolgáló analitikai módszerek, valamint a természetes alkoholtartalom növelésére vonatkozó tagállami határozatokról szóló értesítések tekintetében történő alkalmazására vonatkozó szabályok megállapításáról